# Cochin International Airport
De Cochin International Airport (IATA-code: COK, ICAO-code: VOCI) is een vliegveld 25 km ten noordoosten van het centrum van Kochi, een grote stad van de zuidelijke staat Kerala in  India. De luchthaven is een focus city voor Air India en een uitvalsbasis voor Air India Express en IndiGo en telde van april 2024 tot maart 2025 11.140.778 passagiers. Het is de op zeven na drukste luchthaven van India.
De luchthaven exploiteert drie passagiersterminals en één vrachtterminal met een totale oppervlakte van meer dan 225.000 vierkante meter. In 2015 werd de luchthaven 's werelds eerste luchthaven die volledig op zonne-energie werkt met de inhuldiging van een eigen zonne-energiecentrale. Voor deze ondernemersvisie won de luchthaven in 2018 de felbegeerde Champions of the Earth-prijs, de hoogste milieuonderscheiding die door de Verenigde Naties is ingesteld. De luchthaven werd in 2020 door Airports Council International uitgeroepen tot beste luchthaven in Azië-Pacific (in de categorie van 5 tot 15 miljoen passagiers per jaar).